# Битва при Лютцене (1632)
Битва при Лютцене (швед. Slaget vid Lützen) — одна из крупнейших битв Тридцатилетней войны. Произошла 16 ноября (по григорианскому календарю, по юлианскому — 6 ноября) 1632 года между шведской армией во главе с королём Густавом ІІ Адольфом и войсками Католической Лиги, бывшими под командованием Альбрехта Валленштейна. Шведский король погиб на поле боя, однако его армия победила в ходе сражения.

## Кампания 1632 года
Весной 1632 года войска католической лиги под командованием Валленштейна вступили в район Саксонии. Целью Валленштейна было пресечение коммуникаций Густава Адольфа, короля Швеции, чья армия опустошала Баварию, союзную Габсбургам. Кроме того, Валленштейн рассчитывал заставить курфюрста Саксонии отказаться от союза со Швецией. Император не одобрял этого решения, однако такое непрямое давление на шведского короля оказалось успешным. Густав Адольф развернул свою армию навстречу угрозе.
3 сентября между шведской и имперской армиями произошло сражение при Альте Фесте, неподалёку от Нюрнберга. Его основным содержанием была попытка шведов выбить войско Валленштейна из укреплённого лагеря. Битва оказалась в целом удачной для шведов, но не привела к решительному результату. После сражения Густав Адольф попытался возобновить операции против Баварии, но угроза коммуникациям и отчаянное положение Саксонии вновь заставили его отказаться от этих планов. Шведы вновь начали искать встречи с противником.

## Перед битвой
12 ноября обе армии встретились близ Наумбурга. Однако ни те, ни другие поначалу не желали генерального сражения, расположась в полевых лагерях на некотором расстоянии друг от друга. Валленштейн полагал, что шведы сильнее пострадают от трудностей надвигающейся зимы, Густав Адольф ждал подкреплений.
Густав Адольф организовал работы по укреплению своего лагеря. Валленштейн интерпретировал эти меры как отказ от сражения и приготовления к зимовке. 14 ноября имперский военачальник принял решение разделить армию. Пятитысячный отряд во главе с Паппенгеймом должен был убыть в район Кёльна, двигаясь через Галле, где он должен был захватить небольшой замок, удерживаемый шведами. Кроме того, от основной армии был отделён отряд в 3000 человек полковника Гацфельда, высланный к Торгау для борьбы против саксонцев.
После получения информации о том, что Валленштейн выслал свои подразделения во главе с Паппенгеймом в направлении Галле, рано утром 15 ноября Густав Адольф привёл свою армию в движение, ища генеральной битвы. 15 ноября состоялась стычка у деревни Риппах, в 5 км к юго-западу от Лютцена. Шведы, сбив небольшой заслон имперцев, форсировали небольшую реку (как и село, называющуюся Риппах) и заночевали на расстоянии одного часа марша до Лютцена.
Валленштейн, сориентировавшись в ситуации, велел немедленно вернуть отправленный на Галле корпус. Паппенхейм получил приказ о срочном марше к Лютцену ночью, около Галле. Приблизительно в 2 часа пополуночи кавалерия его корпуса выступила на юго-восток. Однако до Лютцена ему предстояло сделать марш в 25 км, что было затруднено скверными осенними дорогами. Пехота корпуса Паппенхейма не смогла выступить столь же быстро. Сам Паппенхейм отправился во главе кавалерии, оставив командование пехотой и артиллерией графу Райнаху и приказав тому выдвигаться насколько возможно быстро.
Валленштейн, заняв позицию на север от дороги на Лейпциг, выстроил войска фронтом на юго-восток.
Центр позиции заняли четыре колонны пехоты, а кавалерия была расположена на флангах — правое крыло в окрестностях Лютцена во главе с Рудольфом Коллоредо, а левое под командованием Оттавио Пикколомини. Построение было глубоким, канавы вдоль дороги были использованы в качестве траншей, правый фланг упирался в Лютцен, левый — в небольшую реку Флоссграбен. Артиллерия была разделена на две батареи. Более крупная, из 14 орудий — на небольшом холме на правом фланге возле трёх ветряных мельниц. Другая батарея насчитывала 7 пушек, и была расположена в центре.
Утром 16 ноября шведы начали движение от Риппаха в направлении имперских войск. Шведская армия состояла из двух частей, в состав каждой входила пехота и кавалерия.
Вместе шведские силы насчитывали около 18 000 человек, имперские силы без Паппенхейма насчитывали 12 000 солдат (плюс 5000 у Паппенхейма). Около одиннадцати часов силы Густава завершили построение и начали битву.

## Битва
Густав решил нанести главный удар силами правого крыла своей армии, которым он командовал лично. Целью короля было выбить противника из усиленных полевыми укреплениями позиций к северу от Лютцена. Сам город был подожжён по приказу Валленштейна, которому не хватало сил для его удержания. Жители Лютцена были перед этим заперты в городском замке. Имперцы расположили цепи мушкетёров на городских валах и в сухих придорожных канавах.

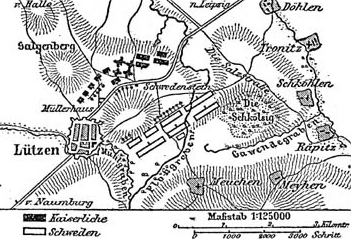
Карта размещения войск

Первая атака шведской армии принесла успех. Имперские мушкетёры были выбиты из придорожных канав. Шведская пехота захватила артиллерийскую батарею в центре боевого порядка противника. Ещё более результативной была атака шведского правого крыла во главе с самим Густавом Адольфом. Лёгкая хорватская кавалерия имперцев оказалась опрокинута финской кавалерией Стольхандске. Возникла угроза полного обрушения имперского фланга. Однако около полудня к полю боя подошёл Паппенхейм с тремя кавалерийскими полками. Пехота корпуса Паппенхейма отстала, поэтому последовавшая контратака не была ею поддержана. Контрудар на левом фланге имперцев возглавил лично фельдмаршал Паппенхейм, но встречным залпом он был смертельно ранен по крайней мере тремя мушкетными пулями, и атака захлебнулась. Тем не менее, угроза охвата левого фланга имперцев была устранена. Подкрепления имперская армия получила также от Оттавио Пикколомини, который во главе двух полков второй линии вступил в битву. Совокупными усилиями они вернули потерянную батарею в центре.
Густав Адольф возглавил контрудар, будучи во главе Смолландского кавалерийского полка. Это было между 12:30 и 13:00. Его лошадь была ранена, той же пулей был ранен в руку сам король. Атака продолжалась без него, и с Густавом Адольфом осталось только семь или восемь человек. В тумане на них наткнулась группа имперских кирасир. В завязавшейся стычке Густав Адольф был застрелен из пистолета и добит шпагами. На вопрос имперского кирасира о том, кто он, Густав Адольф ответил: «Я был шведским королём». Пикколомини, которому сообщили о происшедшем, распорядился вынести тело с поля сражения, но труп короля был отбит шведами.
После смерти короля битва продолжалась. Командование взял на себя князь Бернгард Веймарский. Солдатам не сообщали о гибели короля, и большая часть шведской армии не знала о случившемся.
В следующей атаке основной ударной силой шведов стали «Синяя» и «Жёлтая» пехотные бригады (сформированные из немцев). Они атаковали центр имперской позиции. Этот удар, однако, имел для шведской армии едва ли не катастрофические последствия. «Жёлтая» бригада попала под сосредоточенный огонь трёх имперских, понесла очень тяжёлые потери и была вынуждена отступить. Руководивший атакой граф Нильс Браге оказался ранен.
«Синюю» бригаду постигла худшая судьба. После отступления «Жёлтой», «Синяя» оказалась в одиночестве перед неприятельскими позициями. Столкнувшись с имперской пехотой, «Синяя» бригада оказалась атакована кавалерией с обоих флангов. «Палачами» бригады стали пять кирасирских рот, а также наступающая с фронта пехота Баденского полка и полка Комарго. Поскольку в обоих полках были убиты или ранены старшие командиры, атакой руководил оберствахмистр (майор) Мюнхаузен. В результате чрезвычайно ожесточённого боя «Синяя» бригада утратила 15 знамён (из них 10 захватил полк Комарго) и потеряла две трети личного состава. Это произошло примерно в 13:30. Поражение двух бригад, состоявших из ветеранов, стало болезненным ударом для шведской армии.
Однако этот успех имперцы не могли развить. Если в центре положение сделалось катастрофическим для шведов, то на флангах сползало к катастрофе положение имперской армии. После гибели Паппенхейма боевой дух его солдат пошатнулся, и шведам удалось серьёзно поколебать имперский левый фланг. Такой же кризис сложился и на другом фланге имперцев, примыкавшем к Лютцену. Здесь шведы задействовали резервы из своей второй линии, в частности, пехотную бригаду Мицлаффа и несколько кавалерийских полков. Эта атака была поддержана шведской полевой артиллерией, сведённой в «большую батарею». Отбить её имперцам удалось лишь с огромным трудом, задействовав все резервы.
Теперь заколебались шведы. Спонтанно возникшую панику пресёк королевский капеллан Фабриций, с несколькими офицерами организовавший заградотряд и лично воодушевлявший добрым словом и пистолетом покидающих поле боя.
Около трёх часов дня шведы, введя последние резервы из второй линии, организовали очередную серию атак на имперские позиции. Атака на «мельничную батарею» захлебнулась, но имперская батарея в центре в очередной раз поменяла хозяев. К этому моменту обе стороны были предельно истощены, поэтому после трёх часов пополудни наступила пауза, прерывавшаяся артиллерийской перестрелкой. Обе стороны использовали перерыв для приведения в порядок расстроенных частей, и подготовки к финальному раунду битвы.
Последняя схватка началась приблизительно в 15:30 и длилась около полутора часов. Шведы вновь атаковали имперский правый фланг и «мельничную батарею». В ходе боя никто из старших командиров имперского фланга не избежал ранений. В частности, был очень тяжело ранен Пикколомини, и, как выяснилось позже, смертельно — полковник Бертольд Валленштейн, родственник генералиссимуса. Выход из строя командиров, усталость и тяжёлые потери привели к постепенному отступлению имперского фланга, потере валов вокруг Лютцена и «мельничной батареи». Таким образом, к моменту наступления темноты ключевые имперские позиции находились в руках шведов, но воспользоваться достижениями дня они уже не могли. К концу дня был также ранен пулею в бедро Валленштейн.
Сумерки начали сгущаться около пяти часов вечера, поэтому сражение было прервано. К шести часам к имперцам подошла пехота Паппенхейма под командой графа Райнаха, 3000 человек с полковыми пушками и 6 полевыми орудиями.
Валленштейн собрал совещание командиров. Чтобы прояснить обстановку на поле прошедшего боя, к дневным позициям имперцев был отправлен с несколькими людьми молодой офицер фон Фритч. Бернгард, не желая ночевать среди трупов и опасаясь неожиданностей ночью, отвёл шведские войска с поля битвы, не оставив охраны. Фон Фритч, обнаружив «мельничную батарею» и позиции дальше к северу покинутыми, вернулся и доложил командирам об этом.

2 кроны 1932 г. — шведская памятная монета, отчеканенная по поводу 300-летия гибели Густава ІІ Адольфа в битве при Лютцене

Командиры имперцев, принимавшие участие в совете, высказались за продолжение битвы на следующий день, предполагая, что свежие полки Паппенхейма могут принести победу. Однако сам Валленштейн отказался продолжать сражение. С одной стороны, он не был уверен в стойкости своих измотанных за день солдат, с другой, не было известно, не подошли ли подкрепления к шведам. Кроме того, сам Валленштейн был ранен, в сражении погибли или получили тяжёлые ранения многие его сослуживцы и даже родственники, поэтому командующему, вероятно, было сложно сохранять хладнокровие. Было принято решение отступать.
На поле боя была брошена артиллерия, для которой не хватало лошадей, а также часть обоза, в том числе двадцать повозок с боеприпасами. Отступление началось в 8 часов вечера. Сам Валленштейн покинул поле сражения между 9 и 10 часами. Отход был прикрыт пехотой корпуса Паппенхейма. В течение ночи имперская армия расположилась в Лейпциге, а 18 ноября отступила дальше в сторону Богемии, где находились личные владения Валленштейна. В Лейпциге была оставлена значительная часть раненых, более тысячи человек. Эти люди попали в плен с подходом союзных шведам саксонских частей.
О своей победе первоначально заявили и имперцы, и шведы. Шведы могли продемонстрировать обычные атрибуты победы в виде трофейных пушек и взятых в Лейпциге пленных, кроме того, имперцы покинули поле сражения. Однако имперская армия не была разгромлена, а для шведов тактический успех омрачался гибелью их харизматичного лидера, короля Густава Адольфа.
Вопрос о людских потерях в битве при Лютцене сложно разрешить однозначно. Шведские потери, по данным Richard Brzezinski, составили около 1500 человек убитыми и около 3500 ранеными. Имперцы потеряли, по утверждению генерала Холька, 3000 убитыми и ранеными. Советская военная энциклопедия определяет потери имперских войск в 6000, шведов — в 3000 человек.